# Rode Hall
Rode Hall, une maison de campagne georgienne, est le siège de la famille Wilbraham, membres de la noblesse terrienne de la paroisse d'Odd Rode, Cheshire, Angleterre. Le domaine, avec le manoir à pans de bois d'origine, est acheté par les Wilbraham à l'ancienne famille Rode en 1669. Le manoir médiéval est remplacé entre 1700 et 1708 par un édifice en brique à sept travées ; un second bâtiment, à cinq travées, est construit en 1752 ; les deux bâtiments étant réunis en 1800 pour former l'actuel Rode Hall.
L'extérieur et l'intérieur de Rode Hall sont modifiés à plusieurs reprises, notamment par les travaux de Thomas Farnolls Pritchard et Lewis Wyatt, ce qui entraîne une disposition irrégulière et complexe. La maison possède de grandes collections de peintures, de meubles et de porcelaines d'époque de Chelsea, Bow et Royal Worcester.
La maison est classée Grade II * et est entourée d'un parc et de jardins à la française, qui sont classés comme Grade II sur le Registre National des Parcs et Jardins Historiques. Sur le site se trouvent une grotte, une glacière et un obélisque ornemental, toutes des structures classées Grade II. Rode Hall est toujours détenu et occupé par les Wilbraham, actuellement par le 8e baronnet, Sir Richard Baker Wilbraham, et sa femme, Lady Anne Baker Wilbraham. La maison et les jardins sont ouverts au public d'avril à septembre.

## Histoire
Le domaine de Rode appartient à la famille Rode depuis au moins le XIVe siècle, lorsque William de Rode porte les armes d'Édouard II. Le domaine est acheté en 1669 par Roger Wilbraham pour la somme de 2 400 £ (équivalent à 350,000 £ en 2015),  à son cousin Randle Rode. Les Wilbraham sont d'éminents propriétaires fonciers locaux et descendent de Sir Richard de Wilburgham, le shérif du Cheshire au milieu du XIIIe siècle. Le domaine passe par la lignée masculine jusqu'en 1900, date à laquelle le général Sir Richard Wilbraham est décédé, le laissant à sa fille unique Katherine. Le mari de Katherine, George Baker, prend par licence royale le nom de famille Wilbraham. En 1910, George accède à la baronnie Baker à la mort de son frère aîné.
Rode Hall se compose de deux maisons, autrefois séparées, mais plus tard réunies. L'ancienne maison est construite pour Randle Wilbraham au début du XVIIIe siècle; il est enregistré comme étant "récemment achevé" en 1708 et remplace un ancien manoir à pans de bois, qui aurait été similaire au Little Moreton Hall voisin. La deuxième maison est construite pour son petit-fils Randle Wilbraham III, un avocat réputé, en 1752. La maison est mise à jour par les générations successives, notamment au début des années 1800, lorsqu'une Travée est construite pour joindre les deux maisons, et en 1927, lorsque le portique avant est ajouté. Rode Hall est ouvert au public en 1980, par Sir Randle John Baker Wilbraham, 7e baronnet. Depuis lors, une vaste restauration est effectuée avec l'aide d'English Heritage, notamment en s'attaquant à une attaque de pourriture sèche à la fin des années 1980. En 1985, la maison est désignée Grade II * par English Heritage sur le registre des parcs et jardins historiques d'intérêt historique particulier en Angleterre.

## Architecture

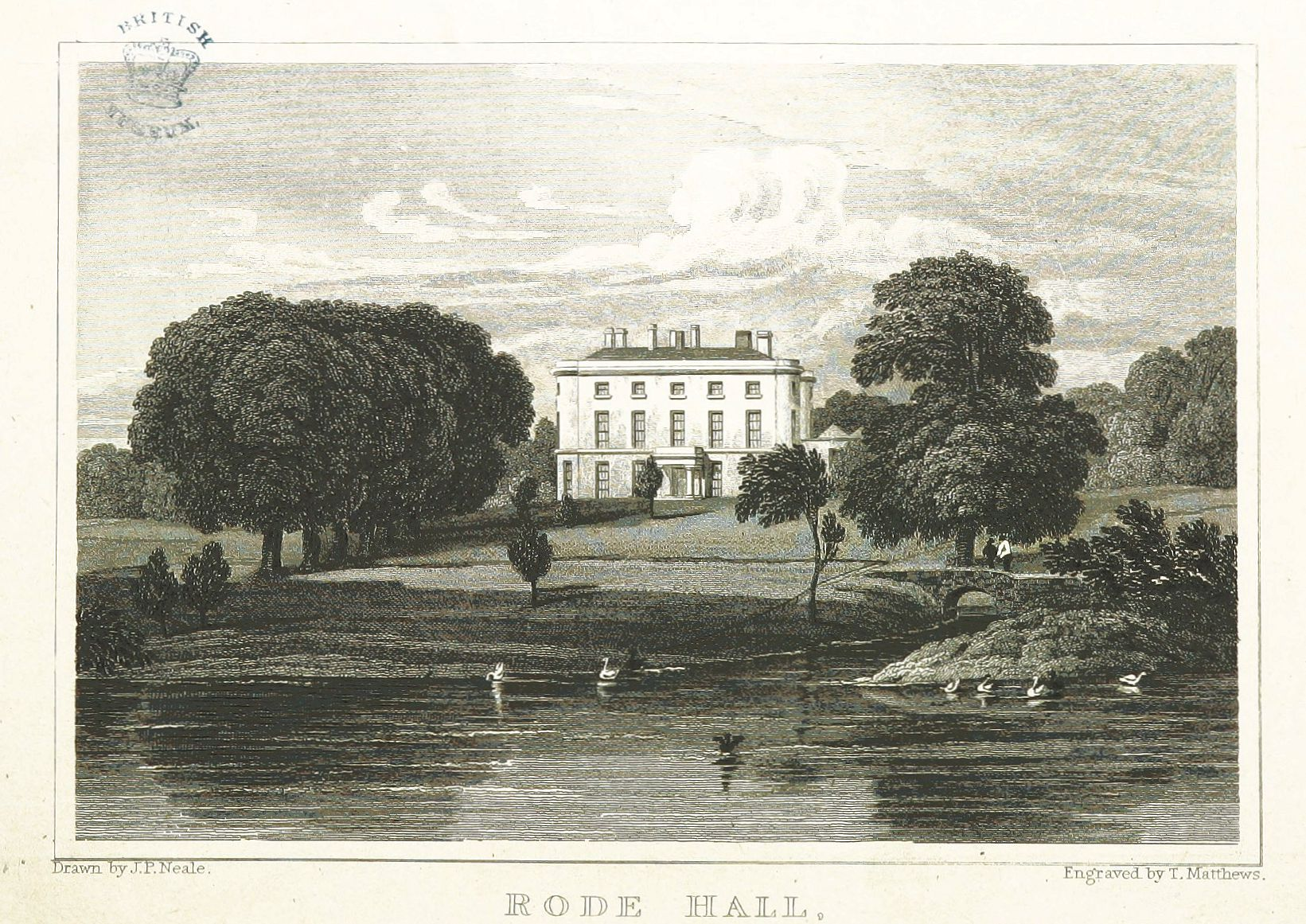
Une gravure de 1824 de Rode Hall, extraite de "Vues des sièges, manoirs, châteaux, etc. des nobles et gentilshommes d'Angleterre, d'Écosse et d'Irlande" par John Preston Neale

### Extérieur
La partie la plus ancienne de la maison en brique se compose de sept travées, réparties sur deux étages. De part et d'autre de l'édifice, des baies en saillie sont habillées de pierres de taille. Un portail central est flanqué de pilastres simples, également en pierre de taille. Le toit est en croupe, avec un campanile central octogonal, surmonté d'un petit dôme .
Le bâtiment le plus récent, construit en 1752 sous la direction des architectes William Hiorne et de son frère David, se compose de cinq baies, avec une grande baie sur le côté, construite vers 1800 pour la relier à l'ancien bâtiment. Il y a un portique central, avec un toit plat soutenu par quatre colonnes ioniques, ajouté en 1927. Les fenêtres tripartites du rez-de-chaussée contrastent avec les portes- fenêtres du premier étage, qui sont précédées de balcons en fonte. Le grenier a de petites fenêtres à 4 x 2 volets. L'arrière de la maison se compose de quatre travées, avec une grande fenêtre centrale au premier étage et une porte centrale, entourée de corniches en pierre de taille. Les deux parties de la maison sont construites en brique rouge flamande qui, jusqu'en 1926, est recouverte d'enduit.
Le design a reçu des critiques mitigées. L'historien de l'architecture David Watkin décrit la maison comme «grande, irrégulière et plutôt sans relief» et d'un «design terne». D'autre part, l'historien et archiviste John Martin Robinson (en), dans L'architecture du nord de l'Angleterre, note «l'histoire complexe de la construction» de la maison, la décrivant comme une «maison géorgienne substantielle et élégante». Dans son ouvrage du début du XIXe siècle «Vues des sièges, manoirs, châteaux, etc. des nobles et gentilshommes d'Angleterre, d'Écosse et d'Irlande», John Preston Neale note que la maison est «grande et belle».

### Intérieur
Les principaux quartiers d'habitation de la famille sont situés dans l'annexe de 1752. Le hall d'escalier est la seule pièce de la maison de 1752 à avoir conservé son intérieur géorgien d'origine. Le plafond en plâtre rococo est attribué à l'architecte né à Shrewsbury, Thomas Farnolls Pritchard, qui a également conçu les intérieurs de Tatton Hall, Château de Powis et Château de Croft. Face aux jardins, du côté nord de la maison, se trouve la bibliothèque. Réaménagée au début des années 1800, cette pièce était auparavant utilisée par la famille comme salle à manger. Elle présente des bibliothèques encastrées en acajou du XIXe siècle, décorées de petites frises d'acanthe. La cheminée en marbre blanc est flanquée de part et d'autre des armoiries de la famille. Reliant la bibliothèque au hall d'escalier et au salon, l'antichambre est meublée de pièces commandées par la famille à la fin du XVIIIe siècle. À l'origine, une entrée dans le hall était située dans cette salle octogonale, jusqu'à ce que Randle Wilbraham III la déplace. La salle présente des copies d'œuvres de Raphaël, attribuées à Michelangelo Maestri.
La salle à manger, à l'origine la bibliothèque, est conçue par Lewis Wyatt vers 1808. Wyatt agrandit la pièce et ajoute une abside semi-circulaire peu profonde à une extrémité. Il présente des plâtres décoratifs sur le plafond et les murs, mais est en grande partie sans fioritures. Wyatt met en œuvre un design avec des feuilles d'acanthe dorées et des vignes au plafond avec des moulages à grande échelle d'œufs et de fléchettes autour des sections supérieures du mur, des colonnes Scagliola et une cheminée en marbre noir avec des ornements en bronze. Les travaux de modification de Wyatt à Rode Hall sont influencés par le style de John Soane, et il décrit ses conceptions pour les intérieurs comme une « expérience de simplicité primitive ». ... A Rode, l'intention primitiviste est accentuée par l'absence totale d'entablement. La chambre est meublée de meubles originaux conçus et fabriqués par le fabricant anglais Gillows de Lancaster et de Londres ; à noter la table à manger en acajou et le buffet semi-circulaire encastré dans l'abside. Un service de table Royal Crown Derby, acheté par Mary Wilbraham-Bootle pour son fils Randle Wilbraham III en 1809, est exposé.

## Jardins

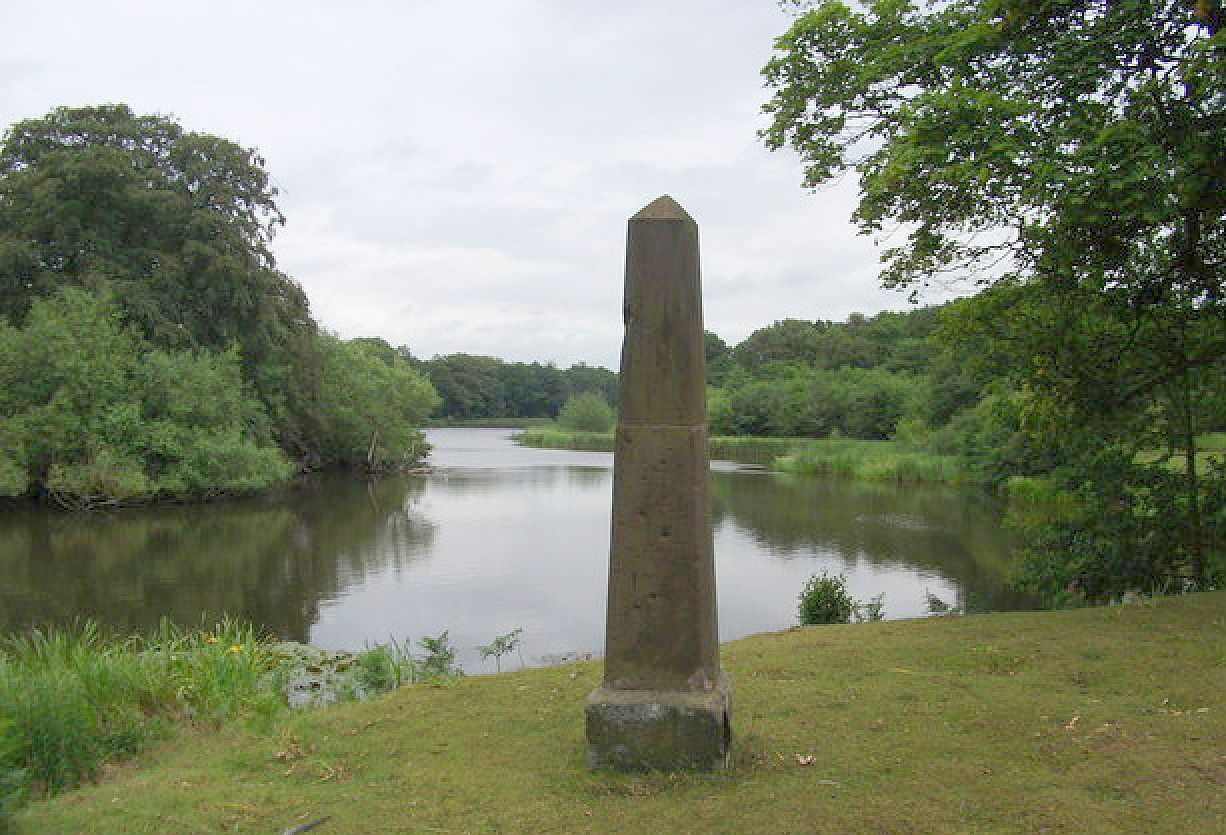
L'obélisque classé grade II, surplombant le plus grand des deux lacs artificiels du parc

Le parc, comprenant 10 acres (4 ha) de jardins, est répertorié comme Grade II sur le registre national des parcs et jardins historiques. Bien qu'il y ait une description dans une enquête du XVIIe siècle, décrivant les `` vergers, jardins et cours dans le Greene avant la maison, il n'y a aucun autre enregistrement connu des jardins jusqu'en 1790, lorsque le jardinier Humphry Repton est chargé d'aménager le terrain. La proposition de Repton n'est mise en œuvre qu'en 1803, lorsque Richard Wilbraham III emploie un John Webb pour construire une nouvelle allée, créer deux lacs artificiels, le plus petit appelé Stew Pond et le Rode Pool d'un mile de long, et aménager un " jardin sauvage ".
Les jardins sont toujours entretenus par le propriétaire actuel et sa femme et sont reconnus comme membre des jardins de distinction du Cheshire  Un jardin italien est construit en 2007 et contient des oliviers et des cyprès. La conception du jardin est inspirée par le jardin de Ninfa, un jardin de style anglais à l'extérieur de Rome qui est planté sous la direction de Lady Constance Adela (Ada) Bootle-Wilbraham, un parent éloigné des propriétaires .

### Potager
Le potager clos de 2 acres (1 ha) est construit au début des années 1700 pour fournir des fruits et légumes au domaine. La maison victorienne du jardinier en chef est construite dans le mur sud. Le long du mur ouest se trouve un chemin privé, connu sous le nom de promenade du colonel, utilisé par la famille pour contourner le potager en se rendant à l'église. Il y a des traces de cheminées d'origine construites dans le mur supportant des arbres fruitiers en espalier, situés là afin de maintenir une température optimale pour une croissance toute l'année. L'une de ces cheminées a été restaurée. Le jardin est toujours utilisé aujourd'hui et comprend des variétés traditionnelles et exotiques [de légumes] et des arbustes fruitiers, dont certains sont utilisés pour faire des confitures et des chutneys à vendre dans les salons de thé de la maison.

### Ouvrages

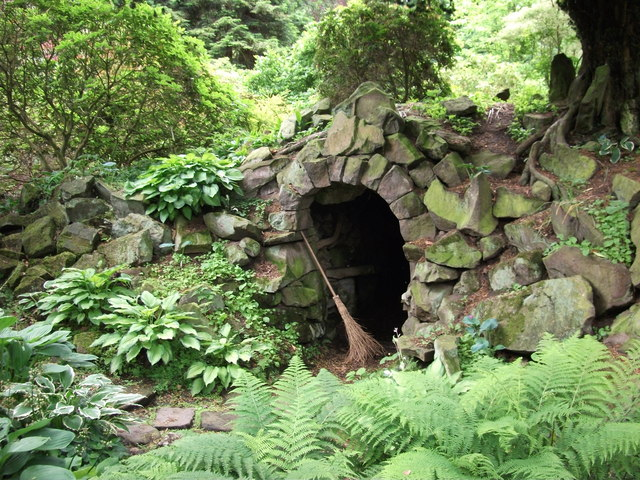
L'entrée de la Grotte

Quatre structures dans le parc autour de la maison sont inscrites sur la liste du patrimoine national de l'Angleterre en tant que catégorie II bâtiments classés. La grotte en briques rouges et en moellons est construite au XVIIIe ou au XIXe siècle autour d'un tunnel voûté en briques, décoré à l'intérieur de plâtres et de coquillages. La glacière se trouve également dans le jardin et est construite en brique et recouverte de terre. Un passage voûté en tunnel mène à une chambre circulaire avec un toit en dôme. L'obélisque est situé au bord du plus grand des deux lacs du domaine et est en grès avec des bords chanfreinés. Il repose sur un socle carré et est construit en deux sections; la section supérieure est ajoutée plus tard. Il est à l'origine situé à Kent Green, un hameau voisin. L'écurie est construite en 1804 selon les plans d'un certain John Hope. Comme pour la maison principale, le bloc est construit en brique rouge à liant flamand, avec des pierres de taille et des bandes et un toit en ardoise. À l'origine, il y a un certain nombre d'arcades ouvertes, dont plusieurs ont depuis été maçonnées. Les deux ouvertures centrales sont surmontées d'un fronton en pierre et la toiture est percée d'un clocher octogonal, avec une coupole en accolade.

### Château de Mow Cop

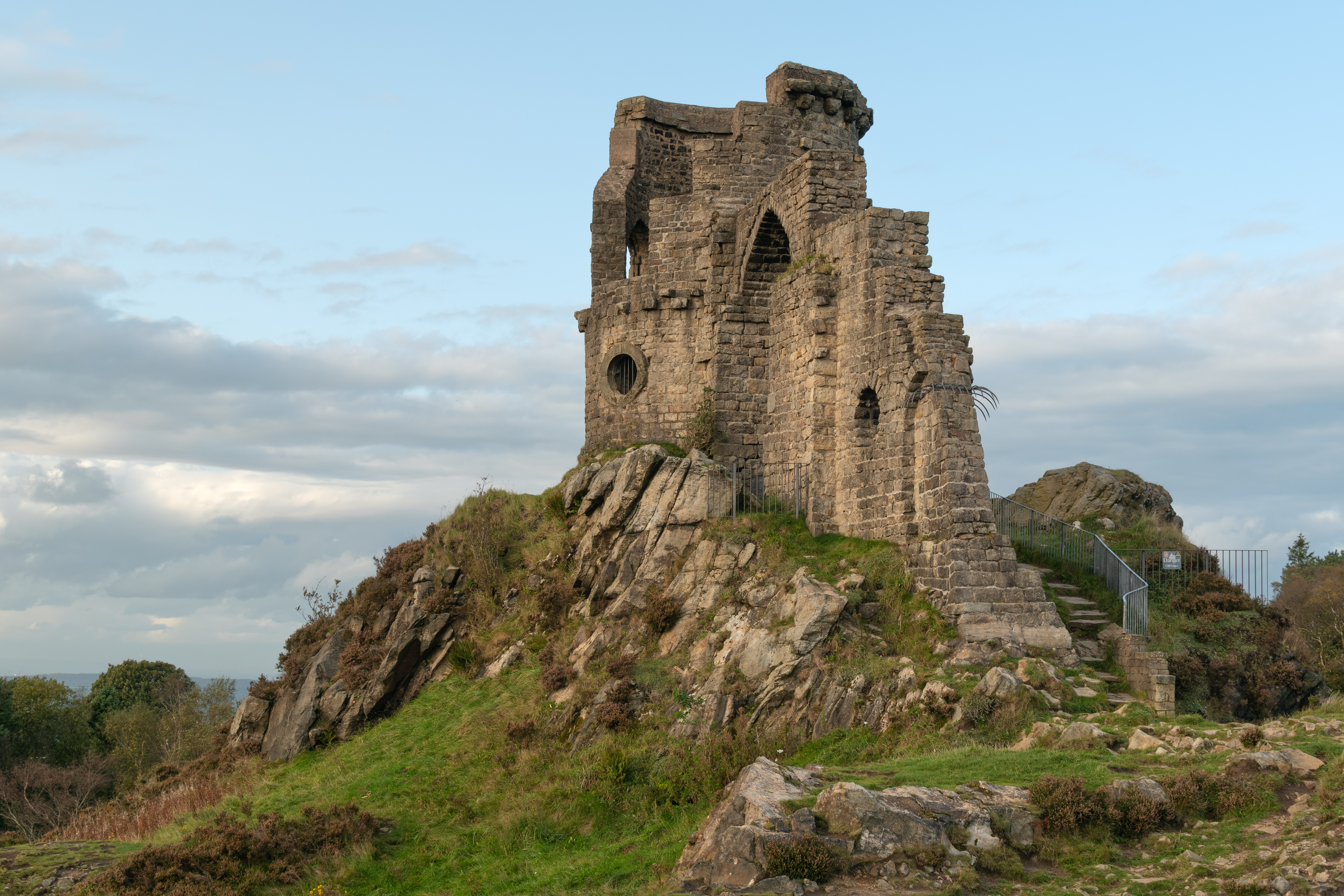
Le chateau de Mow Cop, à Rode Hall, vu de quelques mètres au sud du simulacre de ruines. Septembre 2023.

Mow Cop Castle est une folie néo-gothique élaborée, construite à deux miles de Rode Hall, à Mow Cop, terrain appartenant auparavant au domaine. Datant de 1754, le château est construit par Randle Wilbraham III et conçu par les frères Hiorne, les architectes qui ont travaillé sur les améliorations de 1752 à la maison. Il est construit pour améliorer la vue sur la vallée depuis le manoir. La famille l'utilisait souvent comme maison d'été et pour les pique-niques. Le château est tombé en mauvais état à plusieurs reprises au XIXe siècle et plusieurs programmes de restauration sont menés, notamment le remplacement des portes. Le château et les terres environnantes sont vendus par les Wilbraham en 1923. Le château est réputé comme le berceau du méthodisme primitif (en), à la suite d'un camp meeting qui s’y est tenu en 1807.

## Aujourd'hui
Rode Hall est toujours détenu et occupé par les Wilbraham, actuellement par le 8e baronnet, Sir Richard Baker Wilbraham, et sa femme, Lady (Anne) Baker Wilbraham. La maison et les jardins sont ouverts au public d'avril à septembre, moyennant un droit d'entrée. Les salons de thé, situés dans la partie 1752 de la maison, utilisent et vendent les produits du potager.